# ピアノソナタ第15番 (シューベルト)
ピアノソナタ第15番 ハ長調 D 840 はフランツ・シューベルトが作曲した未完のピアノソナタ。一般に『レリーク』（Reliquie）の愛称で呼ばれ、未完のピアノソナタでありながら重要作とされている。

## 概要
本作は1825年の4月に作曲されたが、シューベルトの生前には出版されず、死後から11年が経った1839年にロベルト・シューマンにより発見された。
エルンスト・クルシェネク（1921年）、パウル・バドゥラ＝スコダ（ヘンレ版、1976年/1997年改訂）、マルティーノ・ティリモ（ウィーン原典版…音楽の友社より出版されている）、ジョルジュ・プリュデルマシェール、ブライアン・ニューボールド、ウィリアム・ボルコム、マイケル・フィニスィー（不協和音を伴うオリジナルのフレーズが多く、事実上フィニスィーのオリジナル作品的な性格が強い）などによる補筆版がある。
本作はシューベルトの未完成のピアノソナタとしては最後の作品となり、次作『第16番 イ短調』（作品42, D 845）以降は全て完成された作品が発表されるようになる。
未完の作品という性格上、演奏の機会は少なく、録音でも第2楽章までが多い。ただし、スヴャトスラフ・リヒテルは、未完の第3・4楽章まで補筆無しで録音している。

### 愛称の由来
愛称である『レリーク』（Reliquie）は「遺作」や「文化遺品」といった意味だが、これは出版に当たって、本作がシューベルトのピアノソナタとして最後の作品だと誤認された結果命名されたものである。実際、出版されたのは死後の1861年で、作曲者の評価も一定していた。だが、出版後にシューマンから自筆譜を贈られたアドルフ・ベットガーは楽譜をバラバラにしてしまい、第2楽章冒頭と第4楽章の全てが現在では行方不明となっている。

## 曲の構成
全4楽章。完成されているのは第1楽章と第2楽章のみだが、それでも演奏時間は約25分になる（外部リンクのCrossland補筆版は40分）。　
- 第1楽章 モデラート
ハ長調、4分の4拍子、ソナタ形式。
穏やかながら転調の多い複雑な楽章。主題は序奏なく冒頭から現れる。 "E' - G - E - G - A - G" の動機は平行調であるイ短調の雰囲気を併せ持つ特徴的なもの。この動機は、絶筆となった『交響曲（旧第10番）ニ長調（英語版）』（D 936A）の第1楽章冒頭など、中期以降の作品に登場する。
臨時記号も多くハ長調から遠隔調に頻繁に変化を繰り返す。リズムも3連符に近い音形をシンコペーションで左手に表すなど、ソナタ形式の中に収まらない自由な展開部を持っている。再現部の後、コーダで高揚するが、最後は第1主題の断片で静かに終結する。

- 第2楽章 アンダンテ
ハ短調、8分の6拍子、ロンドに近いソナタ形式。
第1主題は "G - C、Es - D - C" の緩いリズム。第2主題は変イ長調。再現部ではハ長調で登場し、構成的な中に旋律美を際立たせている。

- 第3楽章 (未完成) メヌエット - トリオ
変イ長調 - 嬰ト短調、4分の3拍子。
この楽章以降は未完で、作曲者もなぜか楽譜をぞんざいに扱った形跡がある。校訂・補注をつけたハワード・ファーガソンはその態度を惜しんでいる。最初に補筆したクルシェネクは、主部で変イ長調からイ長調へ転調した後にシューベルトが続きを書けなくなったため未完になった、と推測している。
スケルツォ風の曲。下降音階を主題にした優雅な主題で始まるが、急に同音連打になったり遠隔調のイ長調に転調するなどロマン派的な作品になっている。中間部は嬰ト短調で、3声の書法が中心だが途中で強弱のコントラストが付けられる。主部はイ長調に転調したまま80小節目の1拍目で未完となっており、作曲者による "etc. etc." （「など、など」）という書き込みが残されている。なお、中間部（29小節）は完成されている。多くの補筆版では主部に戻ったのち短いコーダが付けられている。

- 第4楽章 (未完成) アレグロ
ハ長調、4分の2拍子、ソナタ形式と見られる。
3連符が中心の明るい楽章。ソナタ形式ながら主題部と展開部のごく一部までしか完成されていない（それでも長さは272小節に及ぶ）。第1楽章同様に転調が多い。クルシェネク版では「ロンド」と題され、ロンド形式として処理されている。バドゥラ＝スコダ版およびティリモ版では、晩年の他のソナタ同様に長い展開部を補筆した後に主題を省略なしに再現させている。さらにティリモ版では、第1楽章の終結部のように、コーダの最後に第1楽章 第1主題を回想させている。